# Kriegerdenkmal Glane
Das Kriegerdenkmal Glane erinnert an die Gefallenen des Ersten Weltkriegs im Ortsteil Glane der niedersächsischen Stadt Bad Iburg.
Das Denkmal für die Gefallenen des Ersten Weltkriegs aus Glane besteht aus einer glockenförmigen Säule mit einem Kreuz auf der Spitze und Gefallenenlisten an allen vier Seiten. Durch die namentliche Aufzählung der Gefallenen hat das Kriegerdenkmal den Charakter eines Kenotaphs. Später wurden auf umrandenden Mauern Tafeln mit den Namen der Gefallenen des Zweiten Weltkrieges ergänzt. Das Objekt wurde unter Denkmalschutz gestellt.
Der treppenförmige Sockel des Denkmals hat die Maße von etwa 300 cm × 370 cm und eine Höhe von 60 cm. Über dem vorderen Namensschild steht in einem Rahmen folgende Inschrift:
Kein Grab in geweihter Erde sie fanden

Und doch sind sie selig gestorben!

Denn wer gefallen fürs Vaterland

Der hat sich den Himmel erworben.
Darüber befindet sich das Relief eines Stahlhelms mit einem Eichen- und einem Lorbeerzweig. Das Kreuz hat die Form eines Eisernen Kreuzes mit der Jahreszahl 1914, der Initiale „W“ für Wilhelm II. und der Kaiserkrone.
Auf der Rückseite des Kriegerdenkmals findet sich die Zueignung: Gewidmet von der Gemeinde Glane 1920.

## Epitaph

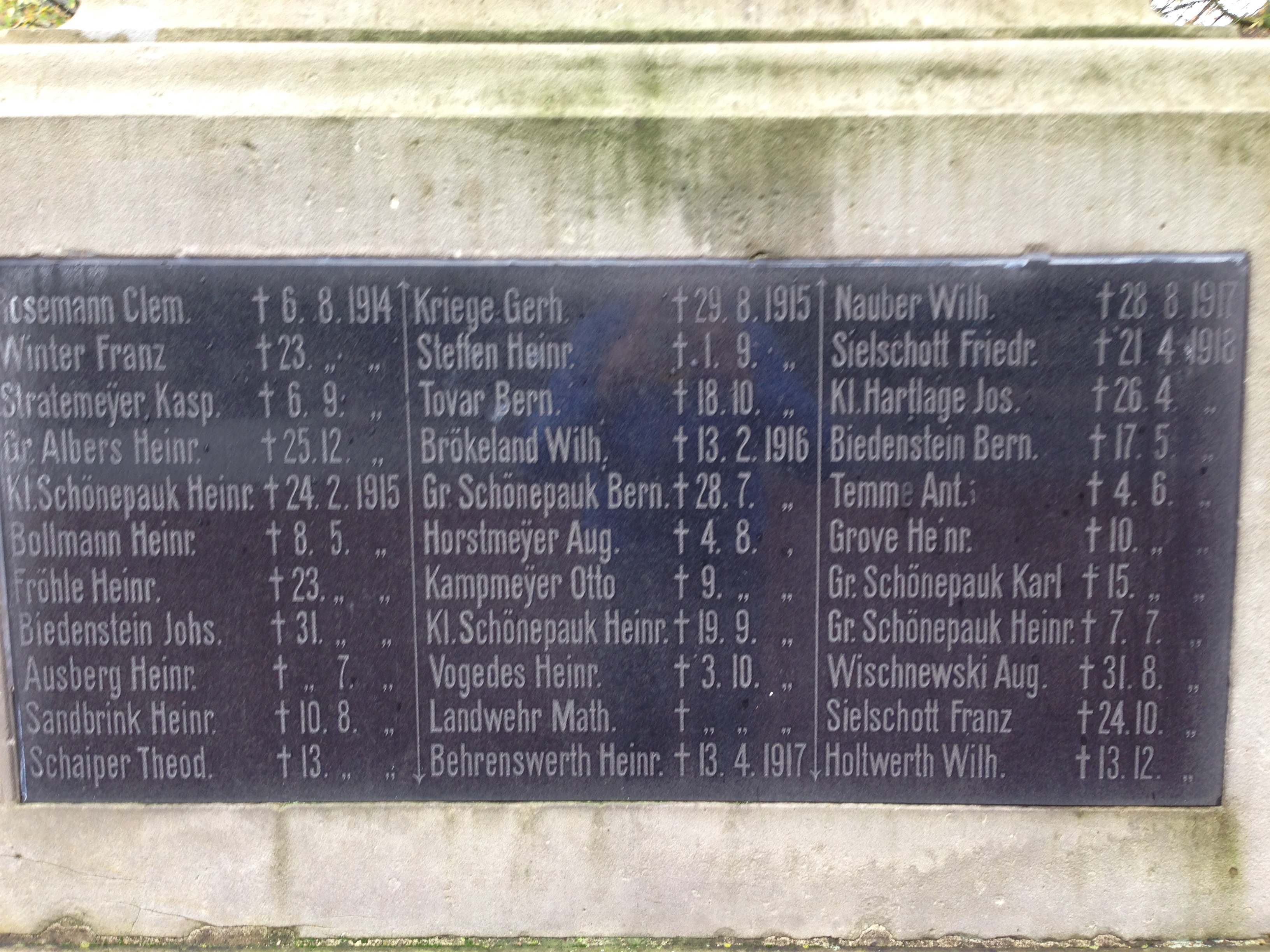
Frontseite
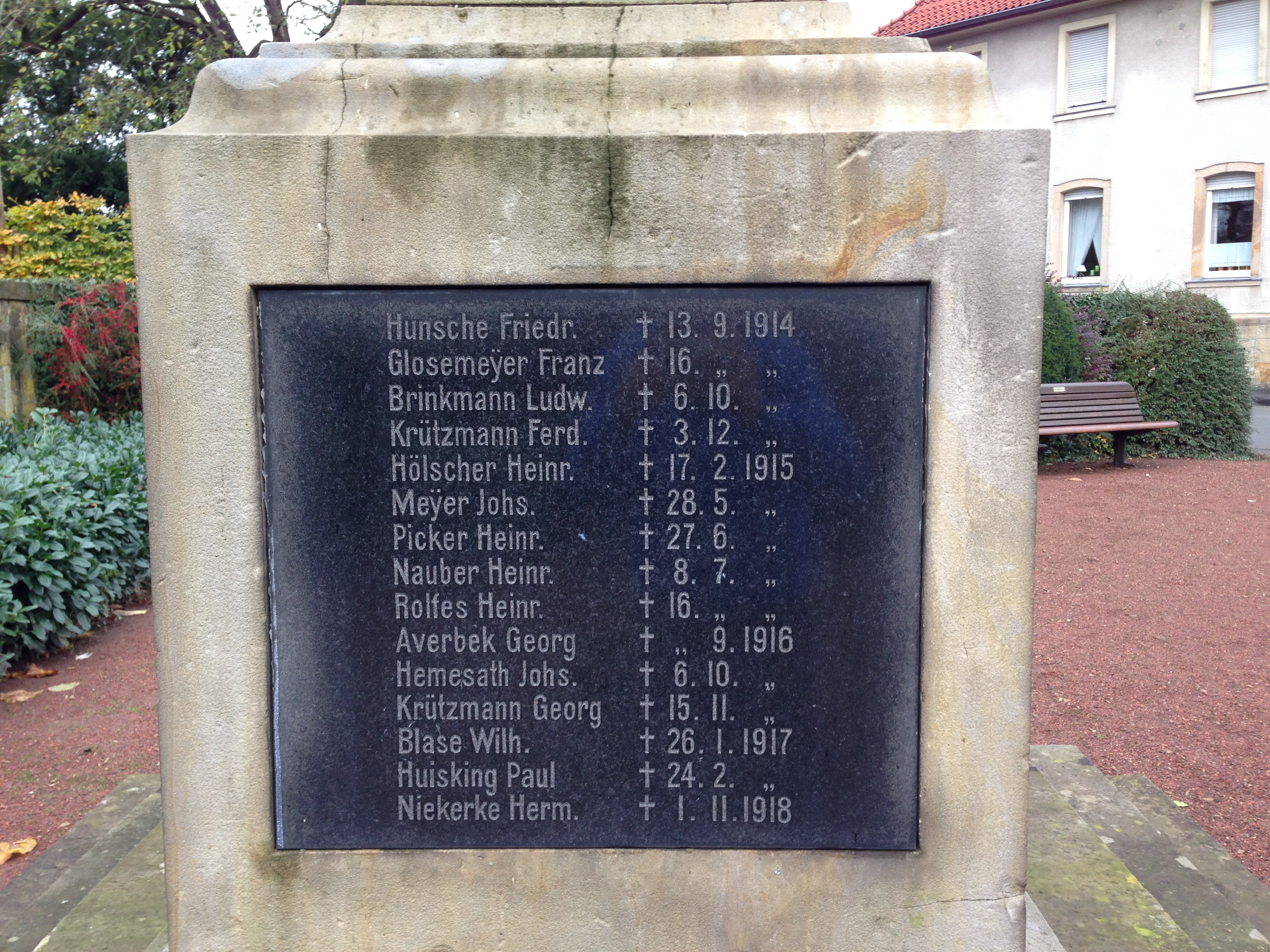
Linke Seite
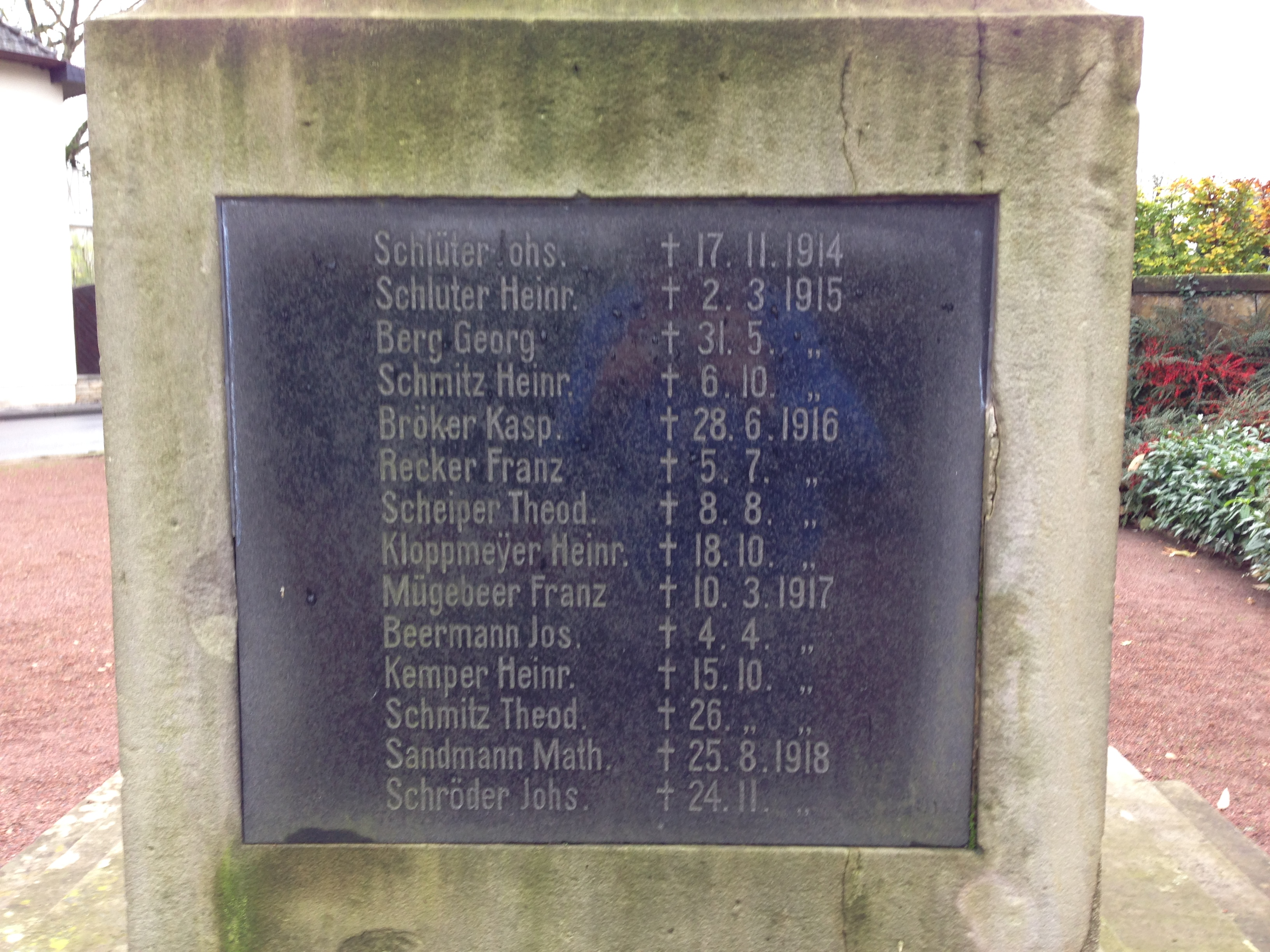
Rechte Seite
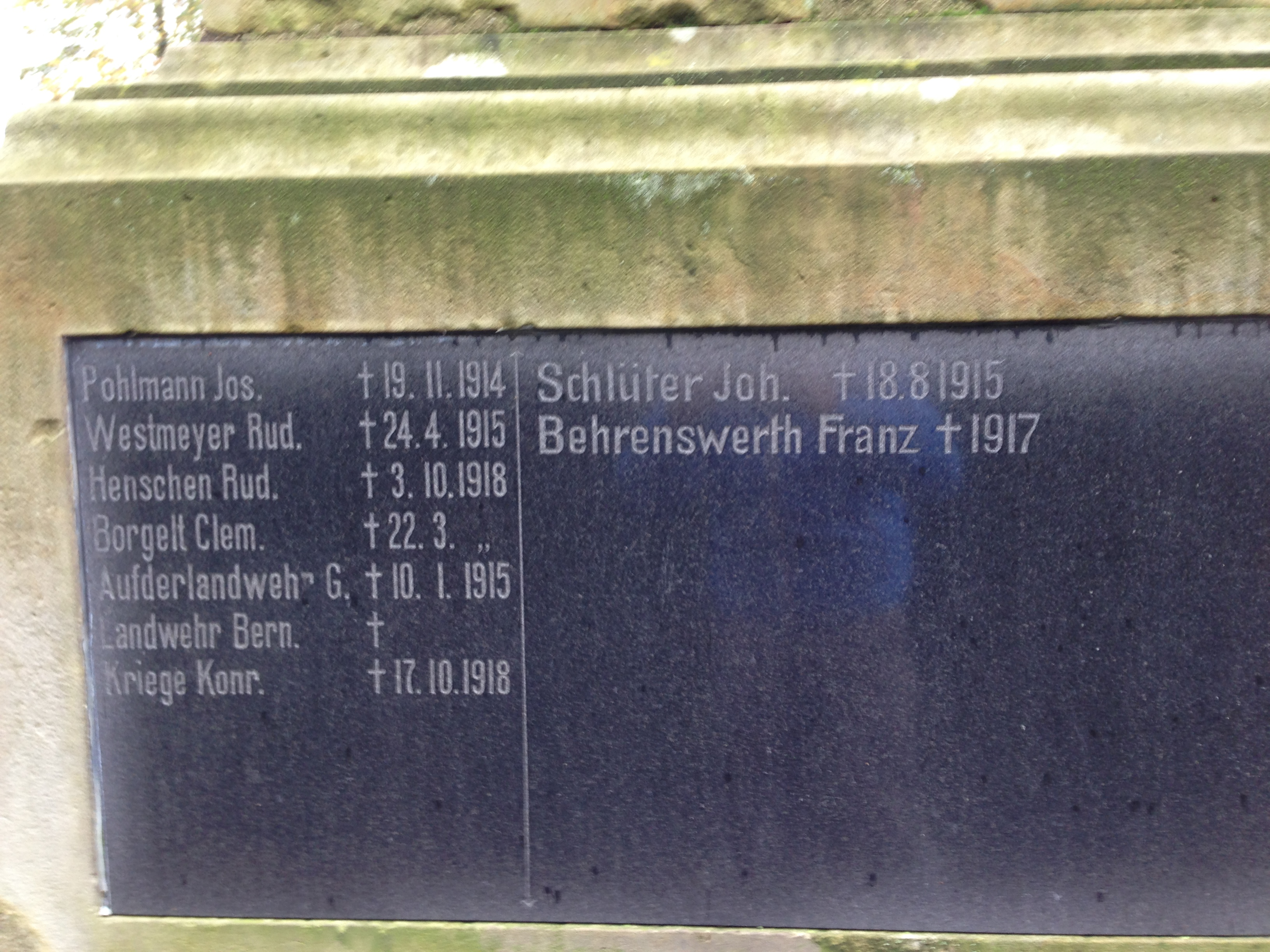
Rückseite